# Consuelo Medina García
Consuelo Medina García (Chucándiro, 28 de noviembre de 1945 es una taxónoma, bióloga, profesora y botánica mexicana.
Desarrolla actividades académicas en el Instituto de Botánica, Facultad de Biología, Universidad Michoacana de San Nicolás de Hidalgo, Morelia, Michoacán, México.

## Algunas publicaciones
- eleazar Carranza González, consuelo Medina García. 2008. Una especie nueva de Escobedia (Orobanchaceae) del estado de Michoacán, México. Acta Botánica Mexicana 85: 31 - 38 ISSN 0187-7151

- consuelo Medina García, fernando Guevara Féfer, marco Antonio Martínez Rodríguez, patricia Silva Sáenz, ma. alma Chávez Carbajal, ignacio García Ruiz. 2000. Estudio florístico en el área de la comunidad indígena de nuevo san Juan Parangaricutiro, Michoacán, México. Acta Botánica Mexicana 52: 5 - 41.

### Libros
- consuelo Medina García, l. socorro Rodríguez Jiménez. 1993. Flora del Bajio y de regiones adyacentes: Fascículo complementario. Estudio florístico de la cuenca del Río Chiquito de Morelia, Michoacán, México. V. 4 de Flora del Bajio y de regiones adyacentes. Publicó Instituto de Ecología, 71 p.

## Honores

### Membresías
- Sociedad Botánica de México.
- International Association for Plant Taxonomy (IAPT).
- American Society of Plant Taxonomists (ASPT).

- La abreviatura «C.Medina» se emplea para indicar a Consuelo Medina García como autoridad en la descripción y clasificación científica de los vegetales.[4]